# Frontières maritimes en mer Méditerranée

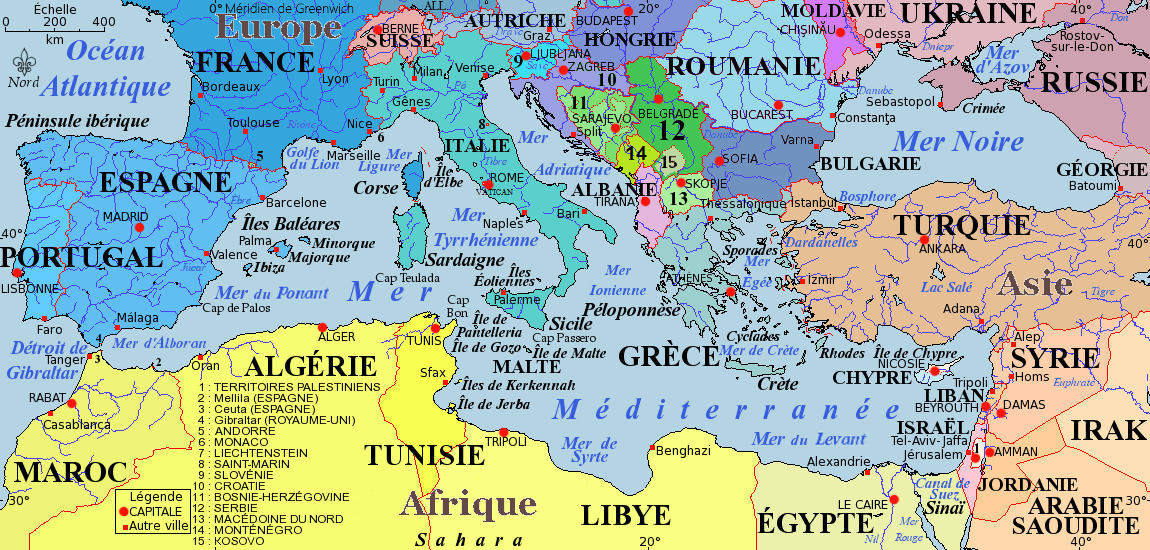
Carte politique de la mer Méditerranée.

Les frontières maritimes en mer Méditerranée représentent l'ensemble des délimitations maritimes entre les États riverains de la mer Méditerranée, qui s'étend sur un espace de deux millions et demi de km2 et borde trois continents : l'Europe, l'Afrique et l'Asie (Proche-Orient). 22 États (21 membres de l'ONU et la Palestine, observateur non membre) sont concernés ainsi qu'une entité proclamée indépendante non reconnue par l'ONU (la république turque de Chypre du nord). S'y ajoute le Royaume-Uni qui possède le territoire de Gibraltar ainsi que les bases militaires d'Akrotiri et Dhekelia à Chypre.
Ces frontières maritimes résultent du droit international de la mer codifié par la Convention des Nations unies sur le droit de la mer (CNUDM) signée à Montego Bay, en Jamaïque, en 1982.
Certaines frontières font l'objet d'un consensus ou d'accords bilatéraux négociés tandis que d'autres sont contestées par les États concernés, soit pour des raisons historiques (comme les enclaves espagnoles de Ceuta et Melilla au Maroc ou la mer Égée entre la Grèce et la Turquie), politiques (comme entre Israël et les territoires palestiniens ou à Chypre), stratégiques (comme Gibraltar dans le détroit du même nom, colonie britannique revendiquée par l'Espagne depuis trois siècles) ou économiques notamment depuis la découverte de gisements offshore d'hydrocarbure en Méditerranée orientale à l'origine de fortes tensions, notamment depuis 2020.

## Le droit de la mer, fondement des délimitations maritimes

Délimitation des zones maritimes selon la Convention des Nations unies du droit de la mer de Montego Bay, 1982

Le droit de la mer a été codifié récemment face à la territorialisation et l'appropriation des espaces maritimes au XXe siècle ainsi que le développement de la maritimisation des espaces côtiers « pour lesquels la mer fonctionne comme une nouvelle frontière ». Il a été adopté par la Convention des Nations unies du droit de la mer signé à Montego Bay, en Jamaïque en 1982.
Ce texte définit les eaux territoriales et contiguës respectivement à 12 et 24 milles marins des côtes ainsi que les ZEE (zones économiques exclusives) à 200 milles marins ainsi que la possibilité de leur extension à 350 milles marins s'il est prouvé une extension du plateau continental du pays côtier.
Toutefois, il n'a pas été ratifié par tous les États. Trois États riverains de la Méditerranée ne l'ont ainsi pas signé, tous en Méditerranée orientale : la Turquie, Chypre et la Grèce, d'où l'importance des litiges dans cette zone.
Il existe des accords négociés de manière bilatérale par les États mais aussi un Tribunal international du droit de la mer créé en 1996 et basé à Hambourg ainsi qu'une Commission des limites du plateau continental de l'ONU tandis que les principaux contentieux sont portés devant la CIJ (Cour international de justice) basée à La Haye aux Pays-Bas, dont les décisions ne sont toutefois pas contraignantes.
Le manque de données scientifiques dans le domaine maritime (notamment en ce qui concerne le plateau continental étendu), les rapports de force inégaux entre États, les enjeux économiques et stratégiques liés à la mondialisation ont entraîné en Méditerranée comme ailleurs un nombre croissant de litiges maritimes. En mer Méditerranée, c'est notamment le cas au XXe siècle à la suite de la découverte d'importants gisements d'hydrocarbure (pétrole et gaz naturel offshore) en Méditerranée orientale où la majorité des frontières maritimes est contestée entre les États riverains.

## Frontières maritimes contestées

### Frontière franco-espagnole
La frontière maritime entre la France et l'Espagne est délimitée par le traité des Pyrénées signé en 1659 entre Louis XIV et le  roi d'Espagne Philippe IV. En mer Méditerranée, elle sépare la région Occitanie (département des Pyrénées-Orientales) côté français et la région de Catalogne (province de Gérone) côté espagnol.
Elle fait l'objet d'un contentieux au niveau maritime.

### Gibraltar
La péninsule de Gibraltar, située sur le détroit du même nom, au sud de la péninsule Ibérique, contrôle l'entrée nord du détroit de Gibraltar, passage stratégique et sensible entre la mer Méditerranée et l'océan Atlantique.
Ce territoire, conquis par l'Angleterre lors de la guerre de Succession d'Espagne en 1704, a été reconnu par les traités d'Utrecht de 1713 comme possession britannique et jouit depuis trois siècles d'un statut de colonie de la couronne britannique bien qu'étant toujours revendiqué par l'Espagne.
En 1967, le gouvernement espagnol ayant soulevé la « question de Gibraltar » devant le Comité des Nations unies pour la décolonisation, le Royaume-Uni organise un référendum d'autodétermination dans ce territoire. Le résultat est sans appel : 99,64 % des Gibraltariens expriment leur volonté de rester sous la souveraineté britannique.
En 1968, pour protester contre le résultat du référendum, le gouvernement espagnol de Franco ferme la frontière et organise un blocus économique de ce territoire. Seuls sont autorisés à franchir la frontière les Gibraltariens civils qui obtiendront une autorisation en bonne et due forme, et les milliers d'ouvriers espagnols qui travaillent dans la colonie britannique. Ce blocus prendra fin seize ans plus tard en 1985 mais le litige empoisonne toujours les relations entre les deux pays.

### Litige hispano-marocain

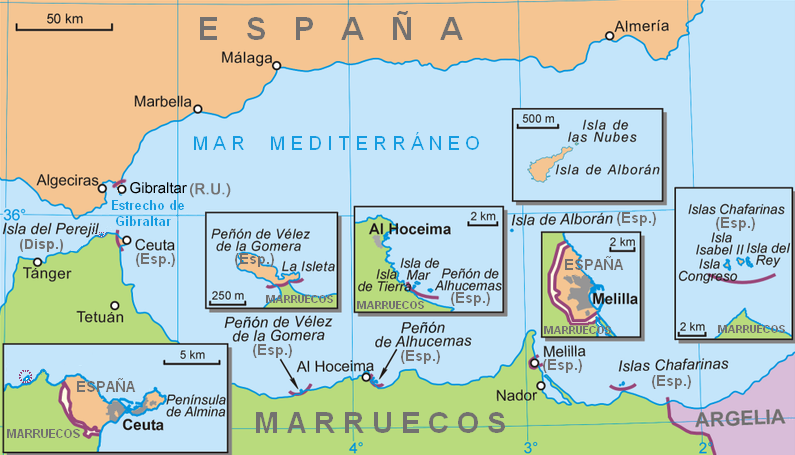
Cartes des possessions espagnoles revendiquées par le Maroc sur la côte africaine.

Depuis cinq siècles et la fin de la Reconquista, un conflit permanent oppose le Maroc à l'Espagne au sujet des possessions espagnoles sur la côte africaine : les enclaves de Ceuta et Melilla — par ailleurs points chauds des migrations africaines vers l'Europe — ainsi que les îlots épars de Peñón de Vélez de la Gomera, Peñón de Alhucemas, Alborán, les îles Zaffarines et surtout l'îlot Persil (îlot Leïla pour le Maroc) où les troupes marocaines ont débarqué pour en prendre possession en 2002 avant d'être délogées par des commandos espagnols.

### La frontière algéro-marocaine
La frontière entre l'Algérie et le Maroc remonte à l'époque coloniale au XIXe siècle. Auparavant, le concept de frontière y est anachronique. Elle est établie par la conquête française de l'Algérie entamée en 1830, le Maroc restant un sultanat indépendant jusqu'au début du protectorat français établi en 1912. Elle est donc délimitée par les Français.
Le premier tronçon a été défini pour la première fois par le traité de Lalla Maghnia signé le 18 mars 1845, par le général comte de la Rüe, pour la France, et le sid Ahmida Ben-Ali, pour le Maroc.
Ce traité, qui fait suite à la bataille d'Isly remportée par le maréchal Bugeaud, fixe la frontière de l'embouchure de l'oued Kiss, sur la côte méditerranéenne, jusqu'au col de Teniet-Sassi, dans l'Atlas tellien, à 120 kilomètres de la Méditerranée.
Néanmoins, cette frontière est contestée depuis l'indépendance des deux pays, en 1956 pour le Maroc et en 1962 pour l'Algérie, entraînant notamment une guerre entre les deux nouveaux États en 1963 (guerre des Sables). Si les contestations portent essentiellement sur les frontières terrestres (notamment dans le Sahara occidental), les litiges maritimes ne sont toujours pas définitivement délimités malgré une série d'accords (traité d'Ifrane de 1969, de Tlemcen en 1970, Convention de Rabat en 1974).
L'Attentat de 1994 à l'hôtel Asni à Marrakech a également entraîné la fermeture de la frontière entre les deux pays.

### Les îles Pélages et les frontières italo-malto-tunisiennes
En Méditerranée centrale, les îles Pélages : Lampedusa, Lampione et Linosa, occupent une position stratégique au centre du bassin entre l'ouest et l'est mais aussi entre l'Europe et l'Afrique à mi-chemin des côtes italiennes, maltaises et tunisiennes. Ces îles, par ailleurs point chaud des migrations et centre d'accueil des réfugiés, sous souveraineté italienne, font l'objet de revendications de Malte et de la Tunisie.
L'Italie et la Tunisie ont signé un accord de délimitation en 1971 qui divise le plateau continental à équidistance des deux pays à l'exception des îles italiennes de Lampedusa, Lampione, Linosa et Pantelleria dont l'espace maritime est limité à un rayon de 13 milles marins (12 milles pour Lampione qui est inhabitée).

### La litige slovéno-croate en baie de Piran

La frontière maritime slovéno-croate disputée en baie de Piran

Un litige maritime oppose la Slovénie à la Croatie en baie de Piran à la suite de l'indépendance de ces deux pays proclamée à la suite de l'éclatement de la fédération de Yougoslavie en 1991. La Slovénie, entrée en 2004 dans l'Union européenne (UE), bloquait l'adhésion de la Croatie par rapport à ce contentieux.
La baie de Piran, située dans le nord de la mer Adriatique est vitale pour l'accès de la Slovénie aux eaux internationales. Après une longue bataille procédurale, la commission d'arbitrage, sous les auspices de l'UE, rend sa décision en 2017, accordant à la Slovénie la majeure partie de la baie et un accès aux eaux internationales, décision que conteste la Croatie et qui ne ressort pas de la compétence de l'UE.
Face à cette situation, le gouvernement slovène décide d'appliquer unilatéralement cette décision et commence en 2018 à sanctionner les pêcheurs croates dans la baie tandis que ceux-ci sont protégés par des escortes de la marine croate.

### La frontière gréco-albanaise en mer Ionienne
La frontière gréco-albanaise court sur 108 km et résulte de l'indépendance de l'Albanie de l'Empire ottoman à l'issue des guerres balkaniques en 1912.
Elle a été définie par les « grandes puissances » européennes au moment de la création de ce dernier État, lors du traité de Florence en 1920. Elle a été immédiatement contestée par un mouvement nationaliste de la minorité grecque en « Épire du Nord » ou « Albanie du sud ». La frontière a été confirmée, avec une légère modification en faveur de l'Albanie lors de la « Conférence des ambassadeurs » qui fit suite au traité de Rapallo en 1920. Durant la Seconde Guerre mondiale, la Grèce a essayé d'annexer militairement l'Épire du Nord après que l'armée Italienne fut repoussée de la zone mais tout comme en 1916, la tentative est un échec et l'Albanie garde l'Épire du Nord. Par ailleurs, l'Albanie revendique aussi la région frontalière grecque d'Épire du Nord.
Un litige frontalier en mer Ionienne avait été résolu par un accord signé entre la Grèce et l'Albanie en avril 2009. Cependant, il a été invalidé par la Cour constitutionnelle de Tirana pour « violation de la Constitution » en janvier 2010 à la demande du Parti socialiste alors dans l'opposition.

### Contentieux gréco-turc en mer Égée

Conflits des ZEE en mer méditerranée. En bleu : zones revendiquées par la Grèce et Chypre ; en rouge : zone revendiquée par la Turquie.

En mer Égée, la possession de la quasi-totalité des îles par la Grèce, y compris à quelques kilomètres des côtes turques, alimente un vieux contentieux historique. Des crises ouvertes ont éclaté en 1987 et 1996, conduisant au bord d'un affrontement militaire entre ces deux alliés de l'OTAN. De nouveaux incidents navals et aériens ont éclaté en 2008 et 2009.
La présence de gisements offshore d'hydrocarbure a amené la Turquie à procéder à une campagne de recherche, encadrée par des navires militaires turcs, dans les eaux revendiquées par la Grèce ; cela a de nouveau conduit au bord d'un affrontement militaire à l'été 2020, impliquant notamment la France qui soutient les revendications grecques, son partenaire de l'UE.

## Frontières maritimes négociées

### La frontière hispano-italienne
La frontière entre l'Espagne et l'Italie, est entièrement maritime et se situe dans la mer Méditerranée occidentale. Elle a été délimitée en 1974 par un accord bilatéral et est située à équidistance des îles Baléares espagnoles et de l'île italienne de Sardaigne.

### La frontière franco-monégasque

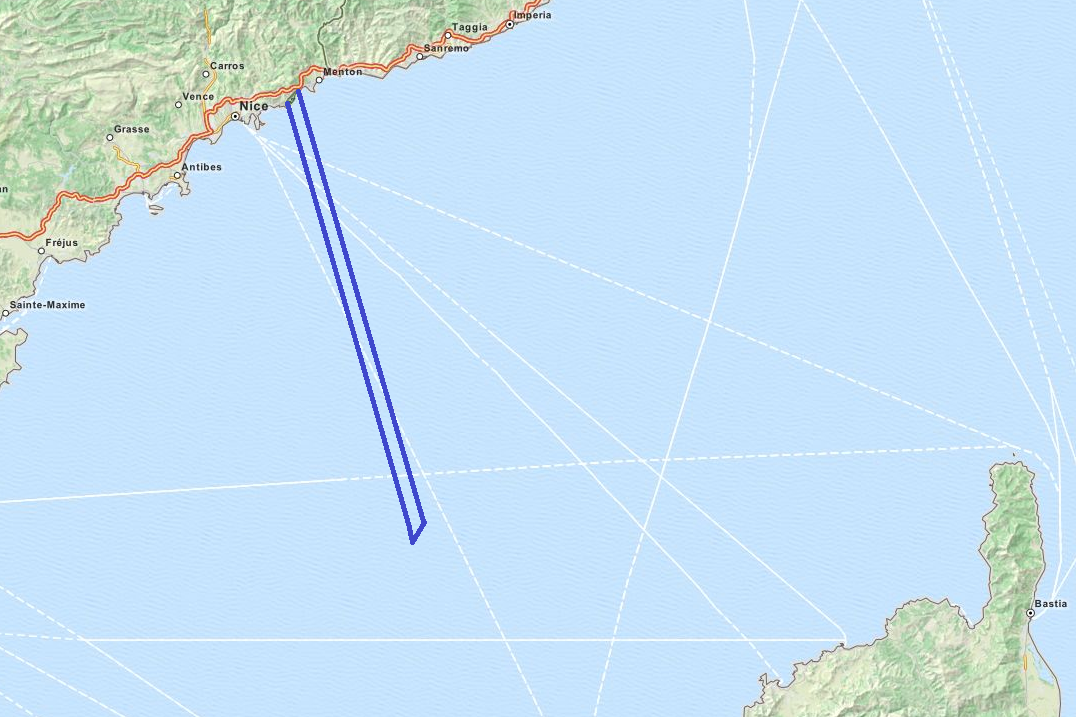
La frontière maritime franco-monégasque

Le tracé de la frontière entre la France et la principauté de Monaco sépare Monaco de la région Provence-Alpes-Côte d'Azur (département des Alpes-Maritimes) ainsi que la Corse (département de la Haute-Corse) et résulte, du côté ouest de celui fixé entre la principauté et le Comté de Nice (dépendant du royaume de Piémont-Sardaigne) qui fut rattaché à la France en 1860.
Pour le côté est, son tracé résulte du traité signé à Paris le 2 février 1861, portant cession à la France des droits de souveraineté que la principauté possédait encore sur les communes de Menton et Roquebrune-Cap-Martin, alors villes libres, contre le versement d'une compensation de quatre millions de francs-or.
Côté sud-ouest, dans le quartier de Fontvieille gagné sur la mer par poldérisation, il résulte du prolongement en mer de la frontière terrestre avec Cap-d'Ail.
Les rapports entre la France et Monaco sont régis par le traité franco-monégasque de 1918, complété notamment par une série de conventions, dont une convention de voisinage signée en 1963 entre le général de Gaulle et le Prince Rainier III Grimaldi à la suite du blocus organisé par la France l'année précédente.
La frontière maritime entre les deux pays a été révisée par une convention signée en 1984, entrée en vigueur en 1985. Auparavant, les limites des eaux territoriales étaient définies par une déclaration commune de 1967.
Les espaces maritimes monégasques couvrent, au-delà de la côte, une étroite bande de mer de quelques kilomètres de large mais qui s'étend jusqu'à mi-distance entre Monaco et la Corse. Finalement, les frontières maritimes forment un quadrilatère d'environ 90 km de long (quasiment 50 milles marins) sur près d'1,9 km de large (environ 1 mille marin). Au total, elles s'étendent sur environ 185 km (100 milles marins).

### La frontière franco-italienne
La frontière maritime franco-italienne en mer Méditerranée est plus complexe puisque la Corse se trouve de fait dans le golfe de Gênes. Outre la frontière séparant la région française de Provence-Alpes-Côte d'Azur (département des Alpes-Maritimes) et la Ligurie, d'autres frontières séparent donc la Corse avec la péninsule italienne mais aussi la Sardaigne au niveau des bouches de Bonifacio.
Son tracé actuel remonte au traité de Turin signé en 1860 entre le Second Empire et le royaume de Piémont-Sardaigne à la suite du rattachement à la France du duché de Savoie et du comté de Nice. En 1947, à la suite de la Seconde Guerre mondiale, le traité de Paris modifiant la frontière terrestre entre les deux pays n'a pas entraîné de changement concernant la frontière maritime.
Un accord signé en 2015 définit les zones de souveraineté mais n'a toujours pas été ratifié par le Parlement italien. En plus des frontières de la Ligurie et la Sardaigne, cet accord redéfinit également celles de la mer de Toscane. La convention ferait don à la France des eaux à l'ouest de l’île de Capraia y compris une partie du Sanctuaire des Cétacés, une aire marine protégée près du cap Corse, soit un gain de 316 km2 mais cela a entraîné un tollé du côté des pêcheurs italiens.

### La frontière italo-slovène
Disputée après la Première Guerre mondiale et la création du royaume des Serbes, Croates et Slovènes, notamment au sujet de la ville libre de Fiume occupée temporairement par des milices nationalistes italiennes en 1919 (expédition de Fiume), la frontière entre l'Italie et la Slovénie (ensuite intégrée à la Yougoslavie comme république socialiste fédérée) ainsi que la Croatie a été renégociée à la suite de la Seconde Guerre mondiale et de la défaite italienne. Le traité de Paris de 1947 en fixait les limites et établissait un territoire libre de Trieste conformément à la résolution 16 avec deux zones d'occupation : à l'est la zone B occupée par la Yougoslavie, à l'ouest une zone A occupée par les Américains et les Britanniques.
Étant donné les difficultés observées dans la mise en place des clauses relatives au territoire libre de Trieste, l'Italie et la Yougoslavie tentèrent de trouver un accord. Ainsi, le 5 octobre 1954 à Londres, un mémorandum fut signé entre les États-Unis, le Royaume-Uni, l'Italie et la Yougoslavie. Il établissait de facto l'administration civile provisoire de la majeure partie de la zone A par le gouvernement italien, et de la zone B ainsi que d'une petite partie de la zone A par la Yougoslavie, fixant ainsi la frontière actuelle.
Le traité d'Osimo signé en 1975, et mis en application en 1977, reconnut la division du territoire libre de Trieste entre les deux pays et annula les dispositions du Mémorandum de Londres concernant les relations entre la République italienne et la république socialiste fédérative de Yougoslavie.
Le tracé actuel, inchangé, sépare l'Italie de la Slovénie depuis l'indépendance de cette dernière en 1991 et sépare la région de Vénétie de la Slovénie.

### La frontière italo-croate
Concernant la frontière italo-croate, entièrement maritime, le tracé a été fixé par un traité bilatéral entre l'Italie et la Yougoslavie signé en 1968, resté inchangé à l'indépendance de la Croatie en 1991.
La frontière tient compte de la présence de l'île croate de Palagruža au milieu de l'Adriatique qui constitue un disque de souveraineté de 12 milles marin.

### La frontière entre la Bosnie-Herzégovine et la Croatie
La Bosnie-Herzégovine est un État presque entièrement enclavé qui ne dispose que de 20 km de côtes autour de la ville de Neum lui permettant d'accéder à la mer Adriatique. Les frontières maritimes avec la Croatie sont donc courtes et séparent en deux le littoral méditerranéen de la Croatie, couvrant la plus grande partie de la côte dalmate.
Son tracé remonte au traité de Karlowitz de 1699 et l'extension des possessions vénitiennes en Méditerranée, notamment sur la côte dalmate au détriment de l'Empire ottoman dont faisait partie le pachalik de Bosnie. À la suite de l'annexion en 1797 de la république de Venise par la monarchie de Habsbourg (devenue empire d'Autriche en 1804), elle marquait une frontière maritime entre les deux empires dont le tracé fut définitivement fixé lors de l'occupation de la Bosnie-Herzégovine par l'Autriche-Hongrie en 1878. Ce partage de la côte dalmate, repris comme frontière interne de la république fédérale de Yougoslavie après 1945, a été validé lors des accords de Dayton de 1995, mettant fin à la guerre de Bosnie-Herzégovine et entérinant les frontières des deux États nouvellement indépendants de l'ancienne Yougoslavie. La Bosnie-Herzégovine possédait un deuxième accès à la mer par le village de Sutorina mais Tito le transfère au Monténégro en 1950. Neum, mal reliée à l'intérieur du pays, n'a qu'une petite activité de port de plaisance pendant l'été. La Croatie envisage de construire un pont routier à Pelješac qui couperait complètement la Bosnie-Herzégovine de l'Adriatique, ce qui cause un litige entre les deux pays.

### La frontière croato-monténégrine
L'extension du territoire croate sur la côte dalmate à l'est de l'accès bosnien, crée une frontière maritime avec le Monténégro qui remonte également à l'époque vénitienne puis à la frontière entre les empires austro-hongrois et ottoman. Lors de l'éclatement de la Fédération de Yougoslavie dans les années 1990, le territoire frontalier situé dans la péninsule de Prevlaka contrôlant l'accès des bouches de Kotor a été occupé par la Yougoslavie dès le début du conflit l'ayant opposée à la Croatie nouvellement indépendante en 1991.
Les présidents croate et yougoslave, Franjo Tuđman et Dobrica Ćosić se mirent d'accord le 30 septembre 1992 par une déclaration conjointe à Genève pour démilitariser la zone. En conséquence de quoi le Conseil de sécurité des Nations unies émit la résolution 779 confiant cette mission à une force de la Force de protection des Nations unies (FORPRONU) à laquelle succéda ensuite la Mission d'observation des Nations unies à Prevlaka (MONUP). En 2002, un accord définitif fut trouvé et la présence de l'ONU prit fin. Depuis lors, la péninsule est revenue dans le giron croate.

### La frontière italo-monténégrine
Cette frontière uniquement maritime résulte d'un traité signé en 1968 entre l'Italie et la république fédérale de Yougoslavie. Elle définit les zones économiques exclusives de l'Italie et du Monténégro au milieu de l'Adriatique.

### La frontière albano-monténégrine
La frontière entre l'Albanie et le Monténégro est négociée. Son tracé sur 108 km résulte de l'indépendance de l'Albanie de l'Empire ottoman à l'issue des guerres balkaniques en 1912.

### La frontière italo-albanaise
Il en est de même pour les frontières (uniquement maritimes) entre l'Italie et l'Albanie passant approximativement au milieu de l'Adriatique sur 142 km

### La frontière italo-grecque
La frontière entre l'Italie et la Grèce résulte de l'indépendance de la Grèce de l'Empire ottoman en 1830. Son tracé a été précisé par un accord signé en 1977.
Le segment Nord sépare le canal d'Otrante entre les îles Ioniennes (Corfou et Othoni) de la péninsule de Salento puis descend pour délimiter les zones maritimes de la région italienne de Calabre et grecque du Péloponnèse. Le point Sud est un tripoint avec la Libye en pleine mer Méditerranée.
En juin 2020, les deux pays signent un deuxième accord qui leur ouvre la voie pour délivrer des licences pour l'exploration et l'exploitation des ressources en hydrocarbures.

### La frontière libyo-maltaise
La frontière maritime entre la Libye et Malte est fixée par un accord du 10 novembre 1986, entrant en vigueur le 11 décembre 1987. Si des ressources de la mer ou du sous-sol venaient à être découvertes à la limite des deux zones, les autorités des deux pays se concerteraient sur la meilleure manière de les mettre en exploitation.

### La frontière algéro-tunisienne
Avant la colonisation française, la délimitation des deux territoires est très incertaine, d'autant qu'ils sont tous deux placés sous influence ottomane.
En 1614, le traité du Sarrath établit la frontière algéro-tunisienne entre le cap Roux et l'oued Sarrath.
En 1807, le bey tunisien Hammouda Pacha bat les armées du dey d'Alger sur les bords de l'oued Sarrath et étend le territoire tunisien au-delà, jusqu'à Kalaat Senan à l'ouest et Nefta au sud.
La conquête française de l'Algérie entamée en 1830 puis l'établissement du protectorat français en Tunisie en 1881 en fixe les limites.
Les 20 septembre et 1er décembre 1901 a lieu la signature du procès-verbal d'accord entre le gouverneur général d'Algérie et le résident général de France en Tunisie sur le tracé de la frontière entre Djebel Rhorra et Bir Romane.
À la suite de la signature de la convention de Tripoli le 19 mai 1910, définissant définitivement la frontière tuniso-libyenne, il est procédé à la pose de 233 bornes le long de la frontière entre la mer Méditerranée et le Sahara.
Le 19 mars 1983, une convention de bornage de la frontière entre la mer Méditerranée et Bir Romane est signée.
Le 30 décembre 1993, l'accord frontalier du 6 janvier 1970 est enregistré auprès de l'Organisation des Nations unies.

### La frontière libyo-tunisienne
Des deux côtés de la frontière s'étend la plaine littorale de la Djeffara, qui a souvent été un axe de circulation, d'échanges et d'invasions depuis l'Antiquité jusqu'à l'époque contemporaine. La frontière, plus marquée ethniquement que topographiquement, est alors volatile, au hasard des victoires ou des défaites militaires de chaque territoire. De toute façon, les gouvernements considèrent cette région comme une zone tampon, ce qui explique que l'on n'ait pas de traité ou de carte permettant de préciser le tracé de la frontière.
À partir de 1560, la Tunisie et la Tripolitaine forment deux États distincts après avoir dépendu du même gouvernement depuis la conquête musulmane du Maghreb ; dès la période ottomane des deux pays, la frontière commence à se dessiner entre la Tripolitaine libyenne et la Djeffara tunisienne, avec parfois quelques conflits portant sur le tracé. La séparation entre Tunisie et Libye devient effective en 1710. En 1881, au début du protectorat français de Tunisie est laissée une zone neutre entre la Libye et la Tunisie pour éviter tout contact et conflit entre Ottomans et Français.
Toutefois, les Ottomans ayant du mal à accepter le protectorat français de Tunisie, le texte de la convention prévoit une commission turco-tunisienne siégeant avec des officiers français et le cadi de Tataouine en tant que délégués beylicaux. Cette situation crée une ambiguïté diplomatique dans la mesure où il y a incertitude autour du fait qu'on ne sait pas si la ligne tracée sépare les terres de l'Empire ottoman et celles de la Tunisie, comme ce que déclare formellement la convention, ou marque plutôt la frontière entre les possessions ottomanes et le domaine français de la région mais la situation revient finalement à la première interprétation du texte avec l'invasion de la Libye par l'Italie en 1911.
La Convention de Tripoli définit la frontière de Ras Jedir, sur la mer Méditerranée, jusqu'à Garet El Hamel, situé à treize kilomètres au sud de Ghadamès,. Au sud, la frontière passe à égale distance des pistes de Djeneine à Ghadamès et de Nabout à Ghadamès.

Durant les années 1970, la frontière aurait pu disparaître si le projet politique de l'union tuniso-libyenne, qui prévoyait l'unification des deux pays, n'avait pas avorté. Dans l'espoir d'enrôler la Tunisie à ce projet,, le dirigeant libyen Mouammar Kadhafi prononce un discours surprise à Tunis, le 15 décembre 1972, dans la grande salle de cinéma Le Palmarium abritant plus de 2 000 personnes, en l'occurrence des jeunes cadres du Parti socialiste destourien au pouvoir et de l'administration, et déclare : 
« En Tunisie, la frontière avec la Libye est artificielle, elle a été inventée par le colonialisme. »
De 1970 à 1986 a lieu une période de tensions politiques entre les deux pays si bien que, même si la frontière continentale n'est pas contestée, un conflit a lieu à propos de son prolongement maritime, après qu'ont lieu des recherches de pétrole off-shore dans le golfe de Gabès. Grâce au compromis conclu par les deux parties le 10 juin 1977, l'affaire va jusqu'à la Cour internationale de justice (CIJ), qui rend son jugement le 24 février 1982. Dans son arrêt, rendu à dix voix contre quatre, elle rejette les arguments des deux pays et propose une ligne composite constituée de deux segments,. Les juges de la CIJ (André Gros, Shigeru Oda et Jens Evensen) critiquent cette décision en raison du fait que la méthode de l'équidistance ait été rejetée sans plus de justification à leur avis,. La Tunisie demande la révision de cet arrêt ; un nouvel arrêt le 10 décembre 1985 déclare irrecevable cette demande,.

### La frontière égypto-libyenne
La frontière entre l'Égypte et la Libye remonte à l'invasion ottomane au XVIe siècle.
Le sultanat mamelouk d'Égypte, comprenant le Levant proche-oriental, est conquis par l'Empire ottoman en 1517, la Libye en 1551. L'influence ottomane décline au cours du XVIIIe siècle ; le contrôle de l'Empire est rétabli sur la Libye en 1835 et nominalement sur l'Égypte en 1840, avec le traité de Londres. En 1864, lors de la réorganisation administrative de l'Empire, la Libye devient le vilayet de Tripoli. La frontière avec le khédivat d'Égypte suit globalement une ligne nord-ouest / sud-est.
L'Égypte est envahie par le Royaume-Uni en 1882. Dans les années qui suivent, les Britanniques concluent un accord avec l'Empire ottoman qui fixe au 25e méridien est la frontière occidentale entre l’Égypte et les provinces ottomanes.
En 1912, après la guerre italo-turque, la Libye est conquise par l'Italie. La frontière entre les deux entités est déterminée par deux traités entre l'Italie et le Royaume-Uni, en 1925 et 1926.
L'Égypte devient indépendante le 28 février 1922 et le royaume de Libye le 24 décembre 1951 ; le tracé de la frontière n'est pas modifié lors de ces indépendances.

### Le canal de Suez
La convention de Constantinople, faisant suite à l'ouverture du canal de Suez en 1869 et signée le 29 octobre 1888 par l'Allemagne, l'Autriche-Hongrie, l'Empire ottoman, l'Espagne, la France, l'Italie, les Pays-Bas, le Royaume-Uni et la Russie, tout en reconnaissant les droits du khédivat d'Égypte comme puissance territoriale et de l'Empire ottoman comme puissance suzeraine, garantit la libre circulation de tout navire de commerce ou de guerre dans le canal et ses accès maritimes dans un rayon de trois milles marins ; elle n'est pas limitée par la durée de concession de 99 ans accordée à la Compagnie de Suez. La libre circulation est suspendue à plusieurs reprises pendant les deux guerres mondiales et les guerres israélo-arabes mais son principe reste en vigueur.

#### Livres
- Philippe Deboudt, Catherine Meur-Ferec et Valérie Morel, Géographie des mers et des océans, Paris, Armand Colin, coll. « Horizon / Histoire-géographie », 2015, 324 p. (ISBN 978-2-20060281-9)
- André Louchet, Atlas des mers et océans : Conquêtes, tensions, explorations, Paris, Autrement, coll. « Atlas/Monde », 2015 (réimpr. 2016), 96 p. (ISBN 978-2-7467-4170-6)
- Bertoletti-Lubin (Marie-Eugénie), Limites et frontières en mer Méditerranée, thèse de droit sous la direction de Laurent Lucchini, université de Nantes, 2001
- Christian Bouquet et Hélène Velasco-Graciet, dir., Regards géopolitiques sur les frontières, Paris, L'Harmattan, 2007, p. 47-59
- Labrecque (Georges), Les frontières maritimes internationales : essai de classification pour un tour du monde géopolitique, Paris, Montréal, L’Harmattan, 1998 (2e édition 2005), 532 p.
- (en) Blake (Gérald), Maritimes boundaries and ocean resources, Totowa (NJ), Barnes and Nobles, 1987
- (en) Charney (J.I.), Alexander (L.M.), éd., International maritime boundaries, Dordrecht, Boston, Londres, Martinus Nijhof, 1993

#### Revues spécialisées
- Diplomatie, Les grands dossiers n°46 : Mers et océans, Géopolitique et Géostratégie, Aerion Group, août-septembre 2018
- Diplomatie, Les grands dossiers n°55 : Géopolitique des mers et des océans, Aerion Group, février-mars 2020
- Le Monde, hors-série : Géopolitique des îles en 40 cartes, Le Monde, juillet-août 2019